# 中国海警3383
中国海警3383是中华人民共和国国家海洋局南海分局的一艘海洋监視船。原为中国海监的在南海区的旗舰中国海监83（東海有中國海監50）；國家海洋局重組、以“中國海警局”名義開始執法後，更改弦號為中國海警3383。

## 性能及諸元
由江南造船集团制造，于2005年8月25日入列，母港是广州市的长洲码头。该船总长98米，型宽15.2米，型深7.8米，最大航速18节，排水量3980吨，续航能力为10000海里，自持力60天。有舰载直升机起降平台，并设有室内机库；目前载有直升机中国海监B-7112，为直-9型直升机。该船采用电力推进，不设舵而通过改变螺旋桨方向来调整航向，同时船头也有螺旋桨辅助改变方向，因此可以完成原地转向，旋转一周耗时仅12秒。同时拥有动力定位装置，可以在7级海况中维持原地不动。船上配有海水淡化装置。

## 相关事件
- 2009年美国海军“无暇号”事件[8]

## 外部連結
- 陸千噸海監船 強聲可震碎玻璃